# Robbie Russell
Pour les articles homonymes, voir Russell.
Pas d'image ? Cliquez ici

a Compétitions nationales et continentales officielles uniquement.

b Matchs officiels uniquement.
Dernière mise à jour le 21 août 2013.
Robert Reid Russell dit Robbie Russell, né le 1er mai 1976 à Brisbane, est un joueur écossais de rugby à XV qui évolue au poste talonneur. Il joue en équipe d'Écosse de 1999 à 2005, totalisant 27 sélections.

## Statistiques en équipe nationale
- 27 sélections
- 20 points (4 essais)
- Sélections par année : 5 en 1999, 1 en 2000, 1 en 2001, 2 en 2002, 10 en 2003, 7 en 2004, 1 en 2005
- Tournois des Six Nations disputés : 2000, 2001, 2002, 2003, 2004 et 2005
- En Coupe du monde :
  - 1999 : 4 matchs (Uruguay, Espagne, Samoa, Nouvelle-Zélande) et 5 points (1 essai)
  - 2003 : 4 matchs (Japon, France, Fidji, Australie) et 5 points (1 essai)